# Arrondissement di Soignies
L'arrondissement di Soignies (in francese Arrondissement de Soignies, in olandese Arrondissement Zinnik) è una suddivisione amministrativa belga, situata nella provincia dell'Hainaut e nella regione della Vallonia.

## Composizione
L'arrondissement di Soignies raggruppa 8 comuni:
- Braine-le-Comte
- Écaussinnes
- Enghien
- La Louvière
- Le Rœulx
- Lessines
- Silly
- Soignies

## Società

### Evoluzione demografica
Abitanti censiti
- Fonte dati INS - fino al 1970: 31 dicembre; dal 1980: 1º gennaio